# Ochthera brevitivialis
Ochthera brevitivialis är en tvåvingeart som beskrevs av Meijere 1908. Ochthera brevitivialis ingår i släktet Ochthera och familjen vattenflugor. Inga underarter finns listade i Catalogue of Life.